# 해리 해든페이턴
해리 해든페이턴(영어: Harry Hadden-Paton, 1981년 4월 10일 ~ )은 잉글랜드의 배우이다. 런던 예술 아카데미를 졸업하고 연극 《로미오와 줄리엣》(2007), 《진지함의 중요성》(2008)에 등장하였으며, 뮤지컬 《마이 페어 레이디》(2018)를 통해 2018년 토니상 뮤지컬 부문 남우주연상 후보에 올랐다. 넷플릭스 드라마 《더 크라운》(2016-17)에서 마틴 차터리스 남작 역을 연기했다.

## 출연 작품

### 영화
- 어바웃 타임 (2013)
- 트위스터스 (2024) - 벤 역

### 텔레비전
- 다운튼 애비 (2014-15)
- 더 크라운 (2016-17) - 마틴 차터리스 남작 역

### 공연
- 로미오와 줄리엣 (2007)
- 진지함의 중요성 (2008)
- 마이 페어 레이디 (2018, 2022)